# Dinastia di Munsö
La dinastia di Munsö è una dinastia di origine svedese i cui primi membri, del VIII-IX secolo, sono leggendari o semi-leggendari. 
La sua prosecuzione sul regno danese è anche conosciuta come la dinastia degli Estridsen, mentre sul regno svedese come Dinastia di Stenkil.
Munsö è un'isola nel lago di Mälaren, non lontano da Uppsala, dove è sito un tumulo di cui si ipotizza che sia la tomba Björn "Fiancodiferro" uno dei suoi primi membri leggendari.

## Fonti
Le saghe, come la saga di Hervör e quelle raccolte nel Flateyjarbók, contengono informazioni estensive di questa dinastia per almeno 10 generazioni, tuttavia solo i re dal IX secolo sono considerati storici, mentre i storiografi moderni svedesi iniziano col tardo X secolo, con Erik il Vittorioso.
Re Björn, indicato come padre di Erik il Vittorioso dalle saghe, non è pienamente accettato come storico a differenza di un altro re, Emund Eriksson, che appare nei testi di Adamo da Brema.
Per dare un semplice riferimento alle relazioni tra i vari membri, si propone il seguente albero genealogico basato sulla Saga di Hervör e il Flateyjarbók, integrate con altre fonti, purché non apertamente contrastanti:

## Albero genealogico
|                                        |                                        |                                             |                                             |                                             |                                             |                                             |                                             |                                                    |                                                    |                                                    |                                                    |                                                    |                                                    |                                  |                                  |                                             |                                             |                                             |                                             |                                             |                                             | Sigurd Ring re di Svezia e Danimarca    |                                |                                |                                |                                     |                                     |                                     |                                     |                                     |                                     |                                  |                                  |                                                                    |                                                                    |                                                                    |                                                                    |                                                                    |                                                                    |                                                 |                                                 |                                                 |                                                 |                                                 |                                                 |                                  |                                  |                                                   |                                                   |                                                   |                                                   |                                                   |                                                   |  |  |  |  |  |  |  |  |  |  |  |  |  |  |
|                                        |                                        |                                             |                                             | DINASTIA DI MUNSÖ                           |                                             |                                             |                                             |                                                    |                                                    |                                                    |                                                    |                                                    |                                                    |                                  |                                  |                                             |                                             |                                             |                                             |                                             |                                             |                                         |                                |                                |                                |                                     |                                     |                                     |                                     |                                     |                                     |                                  |                                  |                                                                    |                                                                    |                                                                    |                                                                    |                                                                    |                                                                    |                                                 |                                                 |                                                 |                                                 |                                                 |                                                 |                                  |                                  |                                                   |                                                   |                                                   |                                                   |                                                   |                                                   |  |  |  |  |  |  |  |  |  |  |  |  |  |  |
|                                        |                                        |                                             |                                             |                                             |                                             |                                             |                                             |                                                    |                                                    |                                                    |                                                    |                                                    |                                                    |                                  |                                  |                                             |                                             |                                             |                                             |                                             |                                             | Ragnar Lodbrok re di Svezia e Danimarca |                                |                                |                                |                                     |                                     |                                     |                                     |                                     |                                     |                                  |                                  |                                                                    |                                                                    |                                                                    |                                                                    |                                                                    |                                                                    |                                                 |                                                 |                                                 |                                                 |                                                 |                                                 |                                  |                                  |                                                   |                                                   |                                                   |                                                   |                                                   |                                                   |  |  |  |  |  |  |  |  |  |  |  |  |  |  |
|                                        |                                        |                                             |                                             |                                             |                                             |                                             |                                             |                                                    |                                                    |                                                    |                                                    |                                                    |                                                    |                                  |                                  |                                             |                                             |                                             |                                             |                                             |                                             |                                         |                                |                                |                                |                                     |                                     |                                     |                                     |                                     |                                     |                                  |                                  |                                                                    |                                                                    |                                                                    |                                                                    |                                                                    |                                                                    |                                                 |                                                 |                                                 |                                                 |                                                 |                                                 |                                  |                                  |                                                   |                                                   |                                                   |                                                   |                                                   |                                                   |  |  |  |  |  |  |  |  |  |  |  |  |  |  |
|                                        |                                        |                                             |                                             |                                             |                                             |                                             |                                             |                                                    |                                                    |                                                    |                                                    |                                                    |                                                    |                                  |                                  |                                             |                                             |                                             |                                             |                                             |                                             |                                         |                                |                                |                                |                                     |                                     |                                     |                                     |                                     |                                     |                                  |                                  |                                                                    |                                                                    |                                                                    |                                                                    |                                                                    |                                                                    |                                                 |                                                 |                                                 |                                                 |                                                 |                                                 |                                  |                                  |                                                   |                                                   |                                                   |                                                   |                                                   |                                                   |  |  |  |  |  |  |  |  |  |  |  |  |  |  |
|                                        |                                        | Ivar Senzossa re di Northumbria, di Dublino | Ivar Senzossa re di Northumbria, di Dublino | Ivar Senzossa re di Northumbria, di Dublino | Ivar Senzossa re di Northumbria, di Dublino | Ivar Senzossa re di Northumbria, di Dublino | Ivar Senzossa re di Northumbria, di Dublino |                                                    |                                                    | Björn Fiancodiferro re di Svezia                   | Björn Fiancodiferro re di Svezia                   | Björn Fiancodiferro re di Svezia                   | Björn Fiancodiferro re di Svezia                   | Björn Fiancodiferro re di Svezia | Björn Fiancodiferro re di Svezia |                                             |                                             | Ubbe duca dei frisiani                      | Ubbe duca dei frisiani                      | Ubbe duca dei frisiani                      | Ubbe duca dei frisiani                      | Ubbe duca dei frisiani                  | Ubbe duca dei frisiani         |                                |                                | Halfdan/Hvítserkr re di Northumbria | Halfdan/Hvítserkr re di Northumbria | Halfdan/Hvítserkr re di Northumbria | Halfdan/Hvítserkr re di Northumbria | Halfdan/Hvítserkr re di Northumbria | Halfdan/Hvítserkr re di Northumbria |                                  |                                  | Sigurd Serpente nell'Occhio re di Sjælland, Scania, Halland, Viken | Sigurd Serpente nell'Occhio re di Sjælland, Scania, Halland, Viken | Sigurd Serpente nell'Occhio re di Sjælland, Scania, Halland, Viken | Sigurd Serpente nell'Occhio re di Sjælland, Scania, Halland, Viken | Sigurd Serpente nell'Occhio re di Sjælland, Scania, Halland, Viken | Sigurd Serpente nell'Occhio re di Sjælland, Scania, Halland, Viken |                                                 |                                                 | Hastein condottiero                             | Hastein condottiero                             | Hastein condottiero                             | Hastein condottiero                             | Hastein condottiero              | Hastein condottiero              |                                                   |                                                   |                                                   |                                                   |                                                   |                                                   |  |  |  |  |  |  |  |  |  |  |  |  |  |  |
|                                        |                                        | Ivar Senzossa re di Northumbria, di Dublino | Ivar Senzossa re di Northumbria, di Dublino | Ivar Senzossa re di Northumbria, di Dublino | Ivar Senzossa re di Northumbria, di Dublino | Ivar Senzossa re di Northumbria, di Dublino | Ivar Senzossa re di Northumbria, di Dublino |                                                    |                                                    | Björn Fiancodiferro re di Svezia                   | Björn Fiancodiferro re di Svezia                   | Björn Fiancodiferro re di Svezia                   | Björn Fiancodiferro re di Svezia                   | Björn Fiancodiferro re di Svezia | Björn Fiancodiferro re di Svezia |                                             |                                             | Ubbe duca dei frisiani                      | Ubbe duca dei frisiani                      | Ubbe duca dei frisiani                      | Ubbe duca dei frisiani                      | Ubbe duca dei frisiani                  | Ubbe duca dei frisiani         |                                |                                | Halfdan/Hvítserkr re di Northumbria | Halfdan/Hvítserkr re di Northumbria | Halfdan/Hvítserkr re di Northumbria | Halfdan/Hvítserkr re di Northumbria | Halfdan/Hvítserkr re di Northumbria | Halfdan/Hvítserkr re di Northumbria |                                  |                                  | Sigurd Serpente nell'Occhio re di Sjælland, Scania, Halland, Viken | Sigurd Serpente nell'Occhio re di Sjælland, Scania, Halland, Viken | Sigurd Serpente nell'Occhio re di Sjælland, Scania, Halland, Viken | Sigurd Serpente nell'Occhio re di Sjælland, Scania, Halland, Viken | Sigurd Serpente nell'Occhio re di Sjælland, Scania, Halland, Viken | Sigurd Serpente nell'Occhio re di Sjælland, Scania, Halland, Viken |                                                 |                                                 | Hastein condottiero                             | Hastein condottiero                             | Hastein condottiero                             | Hastein condottiero                             | Hastein condottiero              | Hastein condottiero              |                                                   |                                                   |                                                   |                                                   |                                                   |                                                   |  |  |  |  |  |  |  |  |  |  |  |  |  |  |
|                                        |                                        |                                             |                                             |                                             |                                             |                                             |                                             |                                                    |                                                    |                                                    |                                                    |                                                    |                                                    |                                  |                                  |                                             |                                             |                                             |                                             |                                             |                                             |                                         |                                |                                |                                |                                     |                                     |                                     |                                     |                                     |                                     |                                  |                                  |                                                                    |                                                                    |                                                                    |                                                                    |                                                                    |                                                                    |                                                 |                                                 |                                                 |                                                 |                                                 |                                                 |                                  |                                  |                                                   |                                                   |                                                   |                                                   |                                                   |                                                   |  |  |  |  |  |  |  |  |  |  |  |  |  |  |
|                                        |                                        | Refil Björnsson re del mare                 | Refil Björnsson re del mare                 | Refil Björnsson re del mare                 | Refil Björnsson re del mare                 | Refil Björnsson re del mare                 | Refil Björnsson re del mare                 |                                                    |                                                    |                                                    |                                                    |                                                    |                                                    |                                  |                                  |                                             |                                             | Erik Björnsson re di Svezia                 | Erik Björnsson re di Svezia                 | Erik Björnsson re di Svezia                 | Erik Björnsson re di Svezia                 | Erik Björnsson re di Svezia             | Erik Björnsson re di Svezia    |                                |                                |                                     |                                     |                                     |                                     |                                     |                                     |                                  |                                  |                                                                    |                                                                    |                                                                    |                                                                    |                                                                    |                                                                    |                                                 |                                                 |                                                 |                                                 |                                                 |                                                 |                                  |                                  |                                                   |                                                   |                                                   |                                                   |                                                   |                                                   |  |  |  |  |  |  |  |  |  |  |  |  |  |  |
|                                        |                                        | Refil Björnsson re del mare                 | Refil Björnsson re del mare                 | Refil Björnsson re del mare                 | Refil Björnsson re del mare                 | Refil Björnsson re del mare                 | Refil Björnsson re del mare                 |                                                    |                                                    |                                                    |                                                    |                                                    |                                                    |                                  |                                  |                                             |                                             | Erik Björnsson re di Svezia                 | Erik Björnsson re di Svezia                 | Erik Björnsson re di Svezia                 | Erik Björnsson re di Svezia                 | Erik Björnsson re di Svezia             | Erik Björnsson re di Svezia    |                                |                                |                                     |                                     |                                     |                                     |                                     |                                     |                                  |                                  |                                                                    |                                                                    |                                                                    |                                                                    |                                                                    |                                                                    |                                                 |                                                 |                                                 |                                                 |                                                 |                                                 |                                  |                                  |                                                   |                                                   |                                                   |                                                   |                                                   |                                                   |  |  |  |  |  |  |  |  |  |  |  |  |  |  |
|                                        |                                        |                                             |                                             |                                             |                                             |                                             |                                             |                                                    |                                                    |                                                    |                                                    |                                                    |                                                    |                                  |                                  |                                             |                                             |                                             |                                             |                                             |                                             |                                         |                                |                                |                                |                                     |                                     |                                     |                                     |                                     |                                     |                                  |                                  |                                                                    |                                                                    |                                                                    |                                                                    |                                                                    |                                                                    |                                                 |                                                 |                                                 |                                                 |                                                 |                                                 |                                  |                                  |                                                   |                                                   |                                                   |                                                   |                                                   |                                                   |  |  |  |  |  |  |  |  |  |  |  |  |  |  |
|                                        |                                        | Erik Refilsson re di Svezia                 | Erik Refilsson re di Svezia                 | Erik Refilsson re di Svezia                 | Erik Refilsson re di Svezia                 | Erik Refilsson re di Svezia                 | Erik Refilsson re di Svezia                 |                                                    |                                                    |                                                    |                                                    |                                                    |                                                    | Björn at Haugi re di Svezia      | Björn at Haugi re di Svezia      | Björn at Haugi re di Svezia                 | Björn at Haugi re di Svezia                 | Björn at Haugi re di Svezia                 | Björn at Haugi re di Svezia                 |                                             |                                             | Anund di Uppsala re di Svezia           | Anund di Uppsala re di Svezia  | Anund di Uppsala re di Svezia  | Anund di Uppsala re di Svezia  | Anund di Uppsala re di Svezia       | Anund di Uppsala re di Svezia       |                                     |                                     |                                     |                                     |                                  |                                  |                                                                    |                                                                    |                                                                    |                                                                    |                                                                    |                                                                    |                                                 |                                                 |                                                 |                                                 |                                                 |                                                 |                                  |                                  |                                                   |                                                   |                                                   |                                                   |                                                   |                                                   |  |  |  |  |  |  |  |  |  |  |  |  |  |  |
|                                        |                                        | Erik Refilsson re di Svezia                 | Erik Refilsson re di Svezia                 | Erik Refilsson re di Svezia                 | Erik Refilsson re di Svezia                 | Erik Refilsson re di Svezia                 | Erik Refilsson re di Svezia                 |                                                    |                                                    |                                                    |                                                    |                                                    |                                                    | Björn at Haugi re di Svezia      | Björn at Haugi re di Svezia      | Björn at Haugi re di Svezia                 | Björn at Haugi re di Svezia                 | Björn at Haugi re di Svezia                 | Björn at Haugi re di Svezia                 |                                             |                                             | Anund di Uppsala re di Svezia           | Anund di Uppsala re di Svezia  | Anund di Uppsala re di Svezia  | Anund di Uppsala re di Svezia  | Anund di Uppsala re di Svezia       | Anund di Uppsala re di Svezia       |                                     |                                     |                                     |                                     |                                  |                                  |                                                                    |                                                                    |                                                                    |                                                                    |                                                                    |                                                                    |                                                 |                                                 |                                                 |                                                 |                                                 |                                                 |                                  |                                  |                                                   |                                                   |                                                   |                                                   |                                                   |                                                   |  |  |  |  |  |  |  |  |  |  |  |  |  |  |
|                                        |                                        |                                             |                                             |                                             |                                             |                                             |                                             |                                                    |                                                    |                                                    |                                                    |                                                    |                                                    |                                  |                                  |                                             |                                             |                                             |                                             |                                             |                                             | Erik Anundsson re di Svezia             |                                |                                |                                |                                     |                                     |                                     |                                     |                                     |                                     |                                  |                                  |                                                                    |                                                                    |                                                                    |                                                                    |                                                                    |                                                                    |                                                 |                                                 |                                                 |                                                 |                                                 |                                                 |                                  |                                  |                                                   |                                                   |                                                   |                                                   |                                                   |                                                   |  |  |  |  |  |  |  |  |  |  |  |  |  |  |
|                                        |                                        |                                             |                                             |                                             |                                             |                                             |                                             |                                                    |                                                    |                                                    |                                                    |                                                    |                                                    |                                  |                                  |                                             |                                             |                                             |                                             |                                             |                                             |                                         |                                |                                |                                |                                     |                                     |                                     |                                     |                                     |                                     |                                  |                                  |                                                                    |                                                                    |                                                                    |                                                                    |                                                                    |                                                                    |                                                 |                                                 |                                                 |                                                 |                                                 |                                                 |                                  |                                  |                                                   |                                                   |                                                   |                                                   |                                                   |                                                   |  |  |  |  |  |  |  |  |  |  |  |  |  |  |
|                                        |                                        |                                             |                                             |                                             |                                             |                                             |                                             |                                                    |                                                    |                                                    |                                                    |                                                    |                                                    |                                  |                                  |                                             |                                             |                                             |                                             |                                             |                                             | Björn III di Svezia re di Svezia        |                                |                                |                                |                                     |                                     |                                     |                                     |                                     |                                     |                                  |                                  |                                                                    |                                                                    |                                                                    |                                                                    |                                                                    |                                                                    |                                                 |                                                 |                                                 |                                                 |                                                 |                                                 |                                  |                                  |                                                   |                                                   |                                                   |                                                   |                                                   |                                                   |  |  |  |  |  |  |  |  |  |  |  |  |  |  |
|                                        |                                        |                                             |                                             |                                             |                                             |                                             |                                             |                                                    |                                                    |                                                    |                                                    |                                                    |                                                    |                                  |                                  |                                             |                                             |                                             |                                             |                                             |                                             |                                         |                                |                                |                                |                                     |                                     |                                     |                                     |                                     |                                     |                                  |                                  |                                                                    |                                                                    |                                                                    |                                                                    |                                                                    |                                                                    |                                                 |                                                 |                                                 |                                                 |                                                 |                                                 |                                  |                                  |                                                   |                                                   |                                                   |                                                   |                                                   |                                                   |  |  |  |  |  |  |  |  |  |  |  |  |  |  |
|                                        |                                        |                                             |                                             |                                             |                                             |                                             |                                             |                                                    |                                                    |                                                    |                                                    |                                                    |                                                    |                                  |                                  |                                             |                                             |                                             |                                             |                                             |                                             |                                         |                                |                                |                                |                                     |                                     |                                     |                                     |                                     |                                     |                                  |                                  |                                                                    |                                                                    |                                                                    |                                                                    |                                                                    |                                                                    |                                                 |                                                 |                                                 |                                                 |                                                 |                                                 |                                  |                                  |                                                   |                                                   |                                                   |                                                   |                                                   |                                                   |  |  |  |  |  |  |  |  |  |  |  |  |  |  |
|                                        |                                        |                                             |                                             |                                             |                                             |                                             |                                             | Sigrid la Superba poi sposa di Aroldo Denteazzurro | Sigrid la Superba poi sposa di Aroldo Denteazzurro | Sigrid la Superba poi sposa di Aroldo Denteazzurro | Sigrid la Superba poi sposa di Aroldo Denteazzurro | Sigrid la Superba poi sposa di Aroldo Denteazzurro | Sigrid la Superba poi sposa di Aroldo Denteazzurro |                                  |                                  | Erik il Vittorioso re di Svezia e Danimarca | Erik il Vittorioso re di Svezia e Danimarca | Erik il Vittorioso re di Svezia e Danimarca | Erik il Vittorioso re di Svezia e Danimarca | Erik il Vittorioso re di Svezia e Danimarca | Erik il Vittorioso re di Svezia e Danimarca |                                         |                                |                                |                                |                                     |                                     |                                     |                                     |                                     |                                     | Olof (II) Björnsson re di Svezia | Olof (II) Björnsson re di Svezia | Olof (II) Björnsson re di Svezia                                   | Olof (II) Björnsson re di Svezia                                   | Olof (II) Björnsson re di Svezia                                   | Olof (II) Björnsson re di Svezia                                   |                                                                    |                                                                    |                                                 |                                                 |                                                 |                                                 | (Casato di Gorm)                                | (Casato di Gorm)                                | (Casato di Gorm)                 | (Casato di Gorm)                 | (Casato di Gorm)                                  | (Casato di Gorm)                                  |                                                   |                                                   |                                                   |                                                   |  |  |  |  |  |  |  |  |  |  |  |  |  |  |
|                                        |                                        |                                             |                                             |                                             |                                             |                                             |                                             | Sigrid la Superba poi sposa di Aroldo Denteazzurro | Sigrid la Superba poi sposa di Aroldo Denteazzurro | Sigrid la Superba poi sposa di Aroldo Denteazzurro | Sigrid la Superba poi sposa di Aroldo Denteazzurro | Sigrid la Superba poi sposa di Aroldo Denteazzurro | Sigrid la Superba poi sposa di Aroldo Denteazzurro |                                  |                                  | Erik il Vittorioso re di Svezia e Danimarca | Erik il Vittorioso re di Svezia e Danimarca | Erik il Vittorioso re di Svezia e Danimarca | Erik il Vittorioso re di Svezia e Danimarca | Erik il Vittorioso re di Svezia e Danimarca | Erik il Vittorioso re di Svezia e Danimarca |                                         |                                |                                |                                |                                     |                                     |                                     |                                     |                                     |                                     | Olof (II) Björnsson re di Svezia | Olof (II) Björnsson re di Svezia | Olof (II) Björnsson re di Svezia                                   | Olof (II) Björnsson re di Svezia                                   | Olof (II) Björnsson re di Svezia                                   | Olof (II) Björnsson re di Svezia                                   |                                                                    |                                                                    |                                                 |                                                 |                                                 |                                                 | (Casato di Gorm)                                | (Casato di Gorm)                                | (Casato di Gorm)                 | (Casato di Gorm)                 | (Casato di Gorm)                                  | (Casato di Gorm)                                  |                                                   |                                                   |                                                   |                                                   |  |  |  |  |  |  |  |  |  |  |  |  |  |  |
|                                        |                                        |                                             |                                             |                                             |                                             |                                             |                                             |                                                    |                                                    |                                                    |                                                    |                                                    |                                                    |                                  |                                  |                                             |                                             |                                             |                                             |                                             |                                             |                                         |                                |                                |                                |                                     |                                     |                                     |                                     |                                     |                                     |                                  |                                  |                                                                    |                                                                    |                                                                    |                                                                    |                                                                    |                                                                    |                                                 |                                                 |                                                 |                                                 |                                                 |                                                 |                                  |                                  |                                                   |                                                   |                                                   |                                                   |                                                   |                                                   |  |  |  |  |  |  |  |  |  |  |  |  |  |  |
|                                        |                                        |                                             |                                             |                                             |                                             |                                             |                                             |                                                    |                                                    |                                                    |                                                    |                                                    |                                                    |                                  |                                  |                                             |                                             |                                             |                                             |                                             |                                             |                                         |                                |                                |                                |                                     |                                     |                                     |                                     |                                     |                                     |                                  |                                  |                                                                    |                                                                    |                                                                    |                                                                    |                                                                    |                                                                    |                                                 |                                                 |                                                 |                                                 |                                                 |                                                 |                                  |                                  |                                                   |                                                   |                                                   |                                                   |                                                   |                                                   |  |  |  |  |  |  |  |  |  |  |  |  |  |  |
|                                        |                                        |                                             |                                             | Estrid degli Obotriti                       | Estrid degli Obotriti                       | Estrid degli Obotriti                       | Estrid degli Obotriti                       | Estrid degli Obotriti                              | Estrid degli Obotriti                              |                                                    |                                                    | Olof il Tesoriere re di Svezia                     | Olof il Tesoriere re di Svezia                     | Olof il Tesoriere re di Svezia   | Olof il Tesoriere re di Svezia   | Olof il Tesoriere re di Svezia              | Olof il Tesoriere re di Svezia              |                                             |                                             | Edla di Venedia                             | Edla di Venedia                             | Edla di Venedia                         | Edla di Venedia                | Edla di Venedia                | Edla di Venedia                |                                     |                                     |                                     |                                     |                                     |                                     | Styrbjörn il Forte               | Styrbjörn il Forte               | Styrbjörn il Forte                                                 | Styrbjörn il Forte                                                 | Styrbjörn il Forte                                                 | Styrbjörn il Forte                                                 |                                                                    |                                                                    | Tyri di Danimarca figlia di Aroldo Denteazzurro | Tyri di Danimarca figlia di Aroldo Denteazzurro | Tyri di Danimarca figlia di Aroldo Denteazzurro | Tyri di Danimarca figlia di Aroldo Denteazzurro | Tyri di Danimarca figlia di Aroldo Denteazzurro | Tyri di Danimarca figlia di Aroldo Denteazzurro |                                  |                                  | Gyrid in sposa ad Aroldo Denteazzurro             | Gyrid in sposa ad Aroldo Denteazzurro             | Gyrid in sposa ad Aroldo Denteazzurro             | Gyrid in sposa ad Aroldo Denteazzurro             | Gyrid in sposa ad Aroldo Denteazzurro             | Gyrid in sposa ad Aroldo Denteazzurro             |  |  |  |  |  |  |  |  |  |  |  |  |  |  |
|                                        |                                        |                                             |                                             | Estrid degli Obotriti                       | Estrid degli Obotriti                       | Estrid degli Obotriti                       | Estrid degli Obotriti                       | Estrid degli Obotriti                              | Estrid degli Obotriti                              |                                                    |                                                    | Olof il Tesoriere re di Svezia                     | Olof il Tesoriere re di Svezia                     | Olof il Tesoriere re di Svezia   | Olof il Tesoriere re di Svezia   | Olof il Tesoriere re di Svezia              | Olof il Tesoriere re di Svezia              |                                             |                                             | Edla di Venedia                             | Edla di Venedia                             | Edla di Venedia                         | Edla di Venedia                | Edla di Venedia                | Edla di Venedia                |                                     |                                     |                                     |                                     |                                     |                                     | Styrbjörn il Forte               | Styrbjörn il Forte               | Styrbjörn il Forte                                                 | Styrbjörn il Forte                                                 | Styrbjörn il Forte                                                 | Styrbjörn il Forte                                                 |                                                                    |                                                                    | Tyri di Danimarca figlia di Aroldo Denteazzurro | Tyri di Danimarca figlia di Aroldo Denteazzurro | Tyri di Danimarca figlia di Aroldo Denteazzurro | Tyri di Danimarca figlia di Aroldo Denteazzurro | Tyri di Danimarca figlia di Aroldo Denteazzurro | Tyri di Danimarca figlia di Aroldo Denteazzurro |                                  |                                  | Gyrid in sposa ad Aroldo Denteazzurro             | Gyrid in sposa ad Aroldo Denteazzurro             | Gyrid in sposa ad Aroldo Denteazzurro             | Gyrid in sposa ad Aroldo Denteazzurro             | Gyrid in sposa ad Aroldo Denteazzurro             | Gyrid in sposa ad Aroldo Denteazzurro             |  |  |  |  |  |  |  |  |  |  |  |  |  |  |
|                                        |                                        |                                             |                                             |                                             |                                             |                                             |                                             |                                                    |                                                    |                                                    |                                                    |                                                    |                                                    |                                  |                                  |                                             |                                             |                                             |                                             |                                             |                                             |                                         |                                |                                |                                |                                     |                                     |                                     |                                     |                                     |                                     |                                  |                                  |                                                                    |                                                                    |                                                                    |                                                                    |                                                                    |                                                                    |                                                 |                                                 |                                                 |                                                 |                                                 |                                                 |                                  |                                  |                                                   |                                                   |                                                   |                                                   |                                                   |                                                   |  |  |  |  |  |  |  |  |  |  |  |  |  |  |
|                                        |                                        |                                             |                                             |                                             |                                             |                                             |                                             |                                                    |                                                    |                                                    |                                                    |                                                    |                                                    |                                  |                                  |                                             |                                             |                                             |                                             |                                             |                                             |                                         |                                |                                |                                |                                     |                                     |                                     |                                     |                                     |                                     |                                  |                                  |                                                                    |                                                                    |                                                                    |                                                                    |                                                                    |                                                                    |                                                 |                                                 |                                                 |                                                 |                                                 |                                                 |                                  |                                  |                                                   |                                                   |                                                   |                                                   |                                                   |                                                   |  |  |  |  |  |  |  |  |  |  |  |  |  |  |
| Ingegerd in sposa a Jaroslav I di Kiev | Ingegerd in sposa a Jaroslav I di Kiev | Ingegerd in sposa a Jaroslav I di Kiev      | Ingegerd in sposa a Jaroslav I di Kiev      | Ingegerd in sposa a Jaroslav I di Kiev      | Ingegerd in sposa a Jaroslav I di Kiev      |                                             |                                             | Anund Jacob re di Svezia                           | Anund Jacob re di Svezia                           | Anund Jacob re di Svezia                           | Anund Jacob re di Svezia                           | Anund Jacob re di Svezia                           | Anund Jacob re di Svezia                           |                                  |                                  | Astrid in sposa a Olaf II di Norvegia       | Astrid in sposa a Olaf II di Norvegia       | Astrid in sposa a Olaf II di Norvegia       | Astrid in sposa a Olaf II di Norvegia       | Astrid in sposa a Olaf II di Norvegia       | Astrid in sposa a Olaf II di Norvegia       |                                         |                                | Emund il Vecchio re di Svezia  | Emund il Vecchio re di Svezia  | Emund il Vecchio re di Svezia       | Emund il Vecchio re di Svezia       | Emund il Vecchio re di Svezia       | Emund il Vecchio re di Svezia       |                                     |                                     | Astrid figlia di Njal Finnsson   | Astrid figlia di Njal Finnsson   | Astrid figlia di Njal Finnsson                                     | Astrid figlia di Njal Finnsson                                     | Astrid figlia di Njal Finnsson                                     | Astrid figlia di Njal Finnsson                                     |                                                                    |                                                                    | Thorgils Sprakalägg                             | Thorgils Sprakalägg                             | Thorgils Sprakalägg                             | Thorgils Sprakalägg                             | Thorgils Sprakalägg                             | Thorgils Sprakalägg                             |                                  |                                  |                                                   |                                                   |                                                   |                                                   |                                                   |                                                   |  |  |  |  |  |  |  |  |  |  |  |  |  |  |
| Ingegerd in sposa a Jaroslav I di Kiev | Ingegerd in sposa a Jaroslav I di Kiev | Ingegerd in sposa a Jaroslav I di Kiev      | Ingegerd in sposa a Jaroslav I di Kiev      | Ingegerd in sposa a Jaroslav I di Kiev      | Ingegerd in sposa a Jaroslav I di Kiev      |                                             |                                             | Anund Jacob re di Svezia                           | Anund Jacob re di Svezia                           | Anund Jacob re di Svezia                           | Anund Jacob re di Svezia                           | Anund Jacob re di Svezia                           | Anund Jacob re di Svezia                           |                                  |                                  | Astrid in sposa a Olaf II di Norvegia       | Astrid in sposa a Olaf II di Norvegia       | Astrid in sposa a Olaf II di Norvegia       | Astrid in sposa a Olaf II di Norvegia       | Astrid in sposa a Olaf II di Norvegia       | Astrid in sposa a Olaf II di Norvegia       |                                         |                                | Emund il Vecchio re di Svezia  | Emund il Vecchio re di Svezia  | Emund il Vecchio re di Svezia       | Emund il Vecchio re di Svezia       | Emund il Vecchio re di Svezia       | Emund il Vecchio re di Svezia       |                                     |                                     | Astrid figlia di Njal Finnsson   | Astrid figlia di Njal Finnsson   | Astrid figlia di Njal Finnsson                                     | Astrid figlia di Njal Finnsson                                     | Astrid figlia di Njal Finnsson                                     | Astrid figlia di Njal Finnsson                                     |                                                                    |                                                                    | Thorgils Sprakalägg                             | Thorgils Sprakalägg                             | Thorgils Sprakalägg                             | Thorgils Sprakalägg                             | Thorgils Sprakalägg                             | Thorgils Sprakalägg                             |                                  |                                  |                                                   |                                                   |                                                   |                                                   |                                                   |                                                   |  |  |  |  |  |  |  |  |  |  |  |  |  |  |
|                                        |                                        |                                             |                                             |                                             |                                             |                                             |                                             |                                                    |                                                    |                                                    |                                                    |                                                    |                                                    |                                  |                                  |                                             |                                             |                                             |                                             |                                             |                                             |                                         |                                |                                |                                |                                     |                                     |                                     |                                     |                                     |                                     |                                  |                                  |                                                                    |                                                                    |                                                                    |                                                                    |                                                                    |                                                                    |                                                 |                                                 |                                                 |                                                 |                                                 |                                                 |                                  |                                  |                                                   |                                                   |                                                   |                                                   |                                                   |                                                   |  |  |  |  |  |  |  |  |  |  |  |  |  |  |
|                                        |                                        |                                             |                                             |                                             |                                             |                                             |                                             |                                                    |                                                    |                                                    |                                                    |                                                    |                                                    |                                  |                                  |                                             |                                             |                                             |                                             |                                             |                                             |                                         |                                |                                |                                |                                     |                                     |                                     |                                     |                                     |                                     |                                  |                                  |                                                                    |                                                                    |                                                                    |                                                                    |                                                                    |                                                                    |                                                 |                                                 |                                                 |                                                 |                                                 |                                                 |                                  |                                  |                                                   |                                                   |                                                   |                                                   |                                                   |                                                   |  |  |  |  |  |  |  |  |  |  |  |  |  |  |
|                                        |                                        |                                             |                                             |                                             |                                             |                                             |                                             |                                                    |                                                    |                                                    |                                                    |                                                    |                                                    |                                  |                                  | Stenkil Ragnvaldsson re di Svezia           | Stenkil Ragnvaldsson re di Svezia           | Stenkil Ragnvaldsson re di Svezia           | Stenkil Ragnvaldsson re di Svezia           | Stenkil Ragnvaldsson re di Svezia           | Stenkil Ragnvaldsson re di Svezia           |                                         |                                | Ingamoder Emundsdötter         | Ingamoder Emundsdötter         | Ingamoder Emundsdötter              | Ingamoder Emundsdötter              | Ingamoder Emundsdötter              | Ingamoder Emundsdötter              |                                     |                                     | Anund                            | Anund                            | Anund                                                              | Anund                                                              | Anund                                                              | Anund                                                              |                                                                    |                                                                    | Ulf Thorgilsson Jarl danese                     | Ulf Thorgilsson Jarl danese                     | Ulf Thorgilsson Jarl danese                     | Ulf Thorgilsson Jarl danese                     | Ulf Thorgilsson Jarl danese                     | Ulf Thorgilsson Jarl danese                     |                                  |                                  | Estrid Svendsdatter nipote di Aroldo Denteazzurro | Estrid Svendsdatter nipote di Aroldo Denteazzurro | Estrid Svendsdatter nipote di Aroldo Denteazzurro | Estrid Svendsdatter nipote di Aroldo Denteazzurro | Estrid Svendsdatter nipote di Aroldo Denteazzurro | Estrid Svendsdatter nipote di Aroldo Denteazzurro |  |  |  |  |  |  |  |  |  |  |  |  |  |  |
|                                        |                                        |                                             |                                             |                                             |                                             |                                             |                                             |                                                    |                                                    |                                                    |                                                    |                                                    |                                                    |                                  |                                  | Stenkil Ragnvaldsson re di Svezia           | Stenkil Ragnvaldsson re di Svezia           | Stenkil Ragnvaldsson re di Svezia           | Stenkil Ragnvaldsson re di Svezia           | Stenkil Ragnvaldsson re di Svezia           | Stenkil Ragnvaldsson re di Svezia           |                                         |                                | Ingamoder Emundsdötter         | Ingamoder Emundsdötter         | Ingamoder Emundsdötter              | Ingamoder Emundsdötter              | Ingamoder Emundsdötter              | Ingamoder Emundsdötter              |                                     |                                     | Anund                            | Anund                            | Anund                                                              | Anund                                                              | Anund                                                              | Anund                                                              |                                                                    |                                                                    | Ulf Thorgilsson Jarl danese                     | Ulf Thorgilsson Jarl danese                     | Ulf Thorgilsson Jarl danese                     | Ulf Thorgilsson Jarl danese                     | Ulf Thorgilsson Jarl danese                     | Ulf Thorgilsson Jarl danese                     |                                  |                                  | Estrid Svendsdatter nipote di Aroldo Denteazzurro | Estrid Svendsdatter nipote di Aroldo Denteazzurro | Estrid Svendsdatter nipote di Aroldo Denteazzurro | Estrid Svendsdatter nipote di Aroldo Denteazzurro | Estrid Svendsdatter nipote di Aroldo Denteazzurro | Estrid Svendsdatter nipote di Aroldo Denteazzurro |  |  |  |  |  |  |  |  |  |  |  |  |  |  |
|                                        |                                        |                                             |                                             |                                             |                                             |                                             |                                             |                                                    |                                                    |                                                    |                                                    |                                                    |                                                    |                                  |                                  |                                             |                                             |                                             |                                             |                                             |                                             |                                         |                                |                                |                                |                                     |                                     |                                     |                                     |                                     |                                     |                                  |                                  |                                                                    |                                                                    |                                                                    |                                                                    |                                                                    |                                                                    |                                                 |                                                 |                                                 |                                                 |                                                 |                                                 |                                  |                                  |                                                   |                                                   |                                                   |                                                   |                                                   |                                                   |  |  |  |  |  |  |  |  |  |  |  |  |  |  |
|                                        |                                        |                                             |                                             |                                             |                                             |                                             |                                             |                                                    |                                                    |                                                    |                                                    |                                                    |                                                    |                                  |                                  |                                             |                                             |                                             |                                             | Re svedesi (Casato di Stenkil)              | Re svedesi (Casato di Stenkil)              | Re svedesi (Casato di Stenkil)          | Re svedesi (Casato di Stenkil) | Re svedesi (Casato di Stenkil) | Re svedesi (Casato di Stenkil) |                                     |                                     |                                     |                                     |                                     |                                     |                                  |                                  |                                                                    |                                                                    |                                                                    |                                                                    |                                                                    |                                                                    |                                                 |                                                 |                                                 |                                                 | Sweyn Estridsson re di Danimarca                | Sweyn Estridsson re di Danimarca                | Sweyn Estridsson re di Danimarca | Sweyn Estridsson re di Danimarca | Sweyn Estridsson re di Danimarca                  | Sweyn Estridsson re di Danimarca                  |                                                   |                                                   |                                                   |                                                   |  |  |  |  |  |  |  |  |  |  |  |  |  |  |
|                                        |                                        |                                             |                                             |                                             |                                             |                                             |                                             |                                                    |                                                    |                                                    |                                                    |                                                    |                                                    |                                  |                                  |                                             |                                             |                                             |                                             | Re svedesi (Casato di Stenkil)              | Re svedesi (Casato di Stenkil)              | Re svedesi (Casato di Stenkil)          | Re svedesi (Casato di Stenkil) | Re svedesi (Casato di Stenkil) | Re svedesi (Casato di Stenkil) |                                     |                                     |                                     |                                     |                                     |                                     |                                  |                                  |                                                                    |                                                                    |                                                                    |                                                                    |                                                                    |                                                                    |                                                 |                                                 |                                                 |                                                 | Sweyn Estridsson re di Danimarca                | Sweyn Estridsson re di Danimarca                | Sweyn Estridsson re di Danimarca | Sweyn Estridsson re di Danimarca | Sweyn Estridsson re di Danimarca                  | Sweyn Estridsson re di Danimarca                  |                                                   |                                                   |                                                   |                                                   |  |  |  |  |  |  |  |  |  |  |  |  |  |  |
|                                        |                                        |                                             |                                             |                                             |                                             |                                             |                                             |                                                    |                                                    |                                                    |                                                    |                                                    |                                                    |                                  |                                  |                                             |                                             |                                             |                                             |                                             |                                             |                                         |                                |                                |                                |                                     |                                     |                                     |                                     |                                     |                                     |                                  |                                  |                                                                    |                                                                    |                                                                    |                                                                    |                                                                    |                                                                    |                                                 |                                                 |                                                 |                                                 | Re danesi (Casato di Estridsen)                 |                                                 |                                  |                                  |                                                   |                                                   |                                                   |                                                   |                                                   |                                                   |  |  |  |  |  |  |  |  |  |  |  |  |  |  |

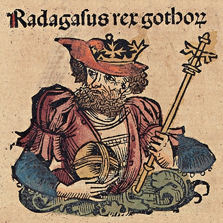
Ragnar Lodbrok in un'illustrazione delle Cronache di Norimberga.

Per quanto possa essere ramificato, non è stato possibile riportare chiaramente tutte le relazioni di parentela con gli esponenti della dinastia di Gorm, con la quale si intreccia più volte con gli esponenti della dinastia di Munsö; in particolare il re danese Aroldo Denteazzurro è il marito in prime nozze con Gyrid figlia di re Olof (II) Björnsson, in seconde nozze di Sigrid la Superba, anch'essa sposatasi due volte (rendendo i re Olof il Tesoriere e Canuto il Grande fratellastri), nonché padre di Tyri di Danimarca, in sposa a Styrbjörn Starke (il Forte).

## Linea principale

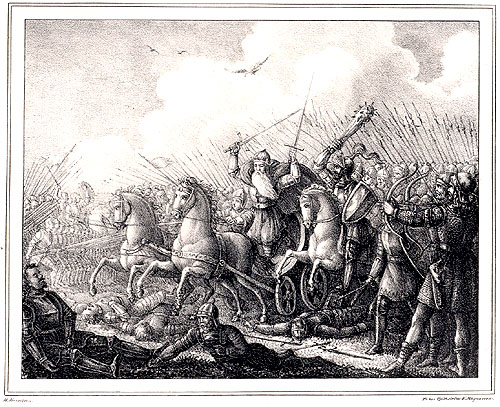
Battaglia del Brávellir, con la quale Sigurðr Hringr si assicuro il potere
Illustrazione di Hugo Hamilton.

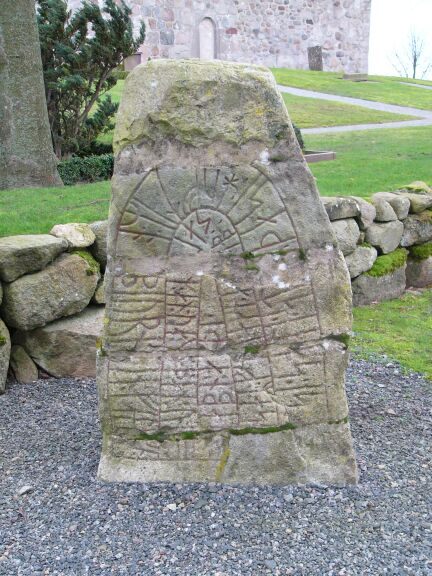
Pietra runica di Sjörup, connessa alla Battaglia del Brávellir.

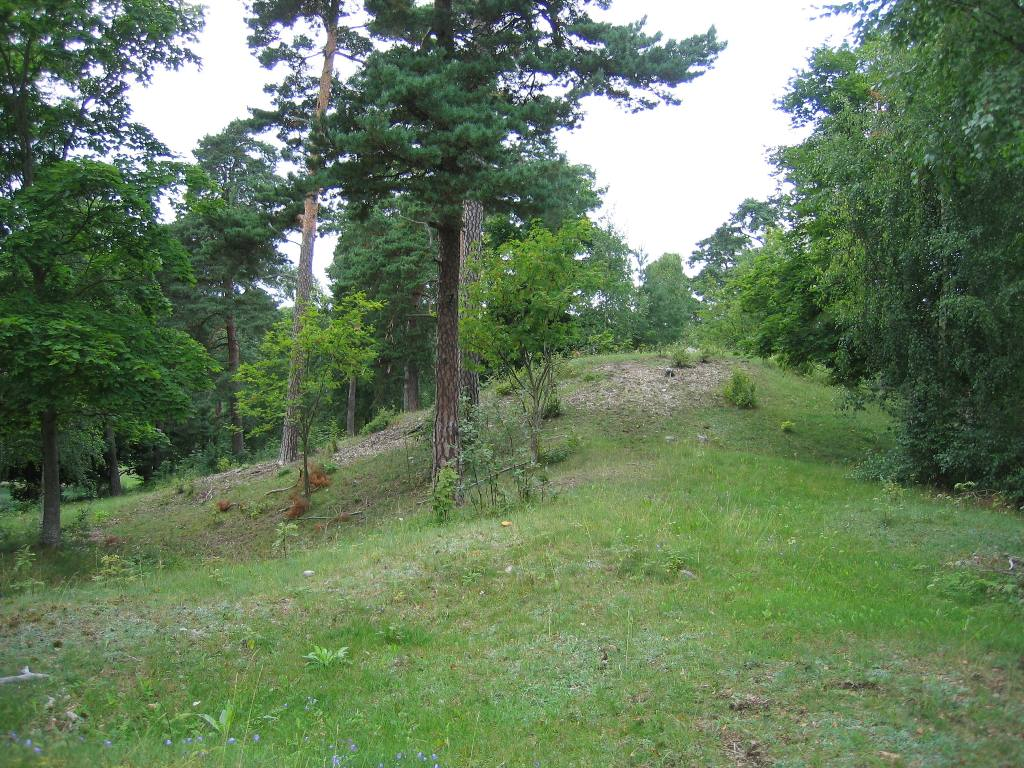
Il supposto tumulo di Björn Fianco di Ferro sull'isola di Munsö, nel lago di Mälaren, Svezia.

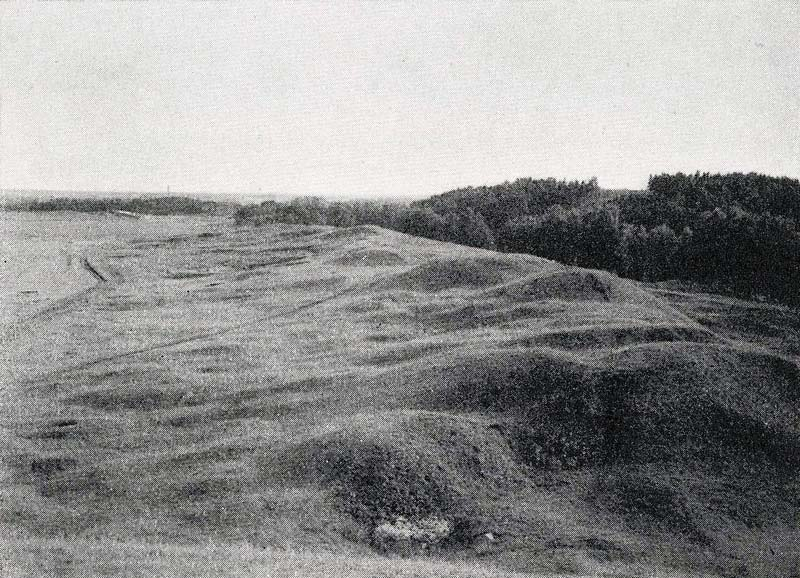
Tumulo reale di Erik il Vittorioso, presso Uppsala.

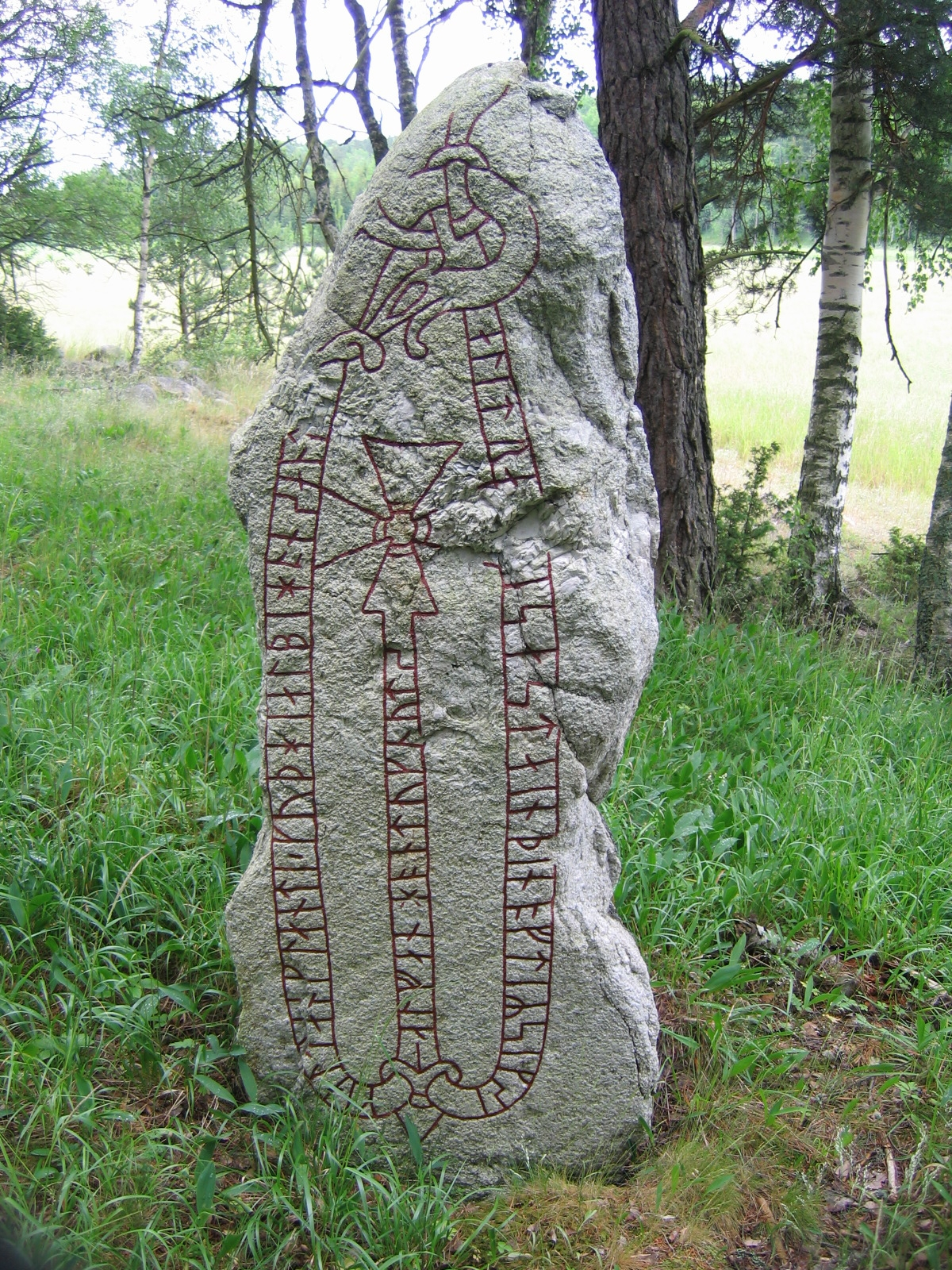
Pietra runica U 194, sita nell'Uppland, in memoria di un vichingo di nome Alli, il quale riscosse un danegeld per Knútr in Inghilterra.

La linea dinastica principale del casato di Munsö è costituita dai discendenti di Björn "Fianco di Ferro" regnanti sulla Svezia, il cui controllo era già stato assicurato due generazioni prima con Sigurðr Hringr, tramite la Battaglia del Brávellir.
Essendo tra i primi esponenti del casato, i rapporti di parentela possono cambiare notevolmente a seconda delle fonti. Ad esempio Erik Anundsson è identificato dal Nordisk familjebok con l'ancor più mitico Erik Väderhatt (Erik Cappello di Vento), che a sua volta il Gesta Danorum indica come figlio di Ragnar Lodbrok, sebbene quest'ultimo sia vissuto oltre un secolo prima.
Parte di queste discordanze derivano dalla politica espansionistica molto aggressiva iniziata da Ragnar Lodbrok a capo della Grande armata danese. Le azioni militari si accentuarono con i suoi figli, spaziando da semplici razzie all'occupazione stabile del territorio, perlopiù in Inghilterra con spedizioni in Scozia, Francia e nel Mediterraneo.
In seguito molte altre scorrerie vichinghe furono attribuite ai figli di Ragnar Lodbrok, creando confusione sulle date, o sul numero stesso dei figli, o sul grado di parentela effettivo.
Tra la fine dell'VIII secolo la seconda metà del IX secolo fin troppi conquistatori e razziatori vichinghi venivano identificati come "figli di Ragnar". La stessa figura di Ragnar potrebbe derivare dalla sovrapposizione di più personaggi storici.
Come ulteriore complicazione vi era la frequente usanza dei popoli di origine germanica, o stanziati nel nord Europa, dei fratelli di regnare in contemporanea sullo stesso regno, con conseguente sovrapposizione di date negli annali.

### Re semi-mitologici
Volendo comunque ricostruire un ordine di successione sui domini svedesi:
| Periodo di regno                | Nome                  | Note                                                                 |
| ------------------------------- | --------------------- | -------------------------------------------------------------------- |
| metà VIII sec.                  | Sigurðr Hringr        |                                                                      |
| fine VIII sec.                  | Ragnar Lodbrok        |                                                                      |
| fine VIII sec. - inizio IX sec. | Björn Fianco di Ferro | altre fonti lo danno attivo attorno all'850                          |
| inizio IX sec.                  | Erik Björnsson        |                                                                      |
| inizio IX sec.                  | Erik (IV) Refilsson   |                                                                      |
| prima metà del IX sec. – c. 831 | Björn (II) at Hauge   | regnante attorno all'827                                             |
| prima metà del IX sec.          | Anund Uppsale         | regnante attorno all'840-850, inizialmente assieme al fratello Björn |
| meta del IX sec.                | (Olof I)              | regnante attorno all'854                                             |
| c. 862 – c. 882                 | Erik Anundsson        | forse Erik Weatherhat, regnante dopo il 860                          |
| c. 882 – c. 932                 | (Bjorn (?) Eriksson)  | regnante attorno all'883                                             |
| c. 932– c. 940                  | (Ring)                | regnate attorno al 935                                               |
| c. 940 – c. 950                 | (Erik Ringsson)       |                                                                      |
| c. 950 – c. ?                   | Bjorn (?) Eriksson    | padre di Erik il Vittorioso                                          |
| ? – 970                         | Emund Eriksson        | forse figlio di Erik Ringsson                                        |
| 970 – 975                       | Olof (II) Björnsson   | regnato assieme al fratello Erik il Vittorioso                       |

I re in parentesi non sono citati nella Saga di Hervör ma sono riportati in altre fonti (cronisti e missionari cristiani). Se ci si fosse attenuti solo ad essa, i sovrani tra il IX secolo il X secolo avrebbero dovuto essere piuttosto longevi, in un periodo in cui la vita media era molto breve. Circa un secolo e mezzo dopo Emund il Vecchio si guadagnò tale soprannome in quanto visse fino all'età di 50 anni.
Alcuni studiosi (es. Stewart Baldwin) propongono genealogie un più elaborate, con la presenza di uno o due ulteriori re Anund/Edmund, distinti sia da Anund Uppsale che da Amund Jacob.

### Re storici
Erik il Vittorioso è ritenuto il primo re storicamente accertato, sebbene siano incerte le sue relazioni di parentela. Adamo da Brema lo indica come il successore di Emund Eriksson, senza specificare altro (si potrebbe ipotizzare che fosse un suo zio o cugino). Le saghe lo indicano come figlio di Björn (III) Eriksson, ma regnarono in periodi troppo distanti fra loro. Quindi occorre ricollocare quest'ultimo non nel periodo riferito dal Landnámabók, bensì alla seconda metà del X secolo, oppure ipotizzare che vi sia stato un ulteriore Björn padre di Erik il Vittorioso. Purtroppo sia il Björn che Erik erano due nomi molto comuni all'epoca e la loro numerazione fu ideata oltre sei secoli dopo ai tempi di re Erik Vasa, con ovvi problemi di affidabilità.
| Periodo di regno | Nome comune                            | Nome originale                | Nato                                      | Sposato                                      | Deceduto                                                               |
| ---------------- | -------------------------------------- | ----------------------------- | ----------------------------------------- | -------------------------------------------- | ---------------------------------------------------------------------- |
| c. 970 – c. 995  | Erik VI il Vittorioso                  | Erik Segersäll                | 945?, figlio di Björn (III) Eriksson      | Sigrid la Superba o 'Świętosława' di Venedia | Sotdöd (di morte naturale) a Gamla Uppsala c. 995, all'età di circa 50 |
| c. 995 – 1022    | Olof III il Tesoriere                  | Olof Skötkonung               | 980, figlio di Erik VI                    | Estrid degli Obotriti                        | c.1022, all'età di circa 42                                            |
| c. 1022 – 1050   | Anund Jacob I il Bruciatore di schiavi | Anund Jakob o Emund Kolbränna | 25 luglio 1008 o 1910, figlio di Olof III |                                              | c. 1050, all'età di circa 40                                           |
| 1050 – 1060      | Emund I il Vecchio                     | Emund den gaml                | figlio illegittimo di Olof III            | Astrid Njalsdotter                           | c. 1060                                                                |

All'estinzione della linea maschile con Emund il Vecchio nel 1060, la Svezia passò a suo genero, Stenkil, già jarl del Västergötland.

## Dinastia dei Munsö-Estridsen

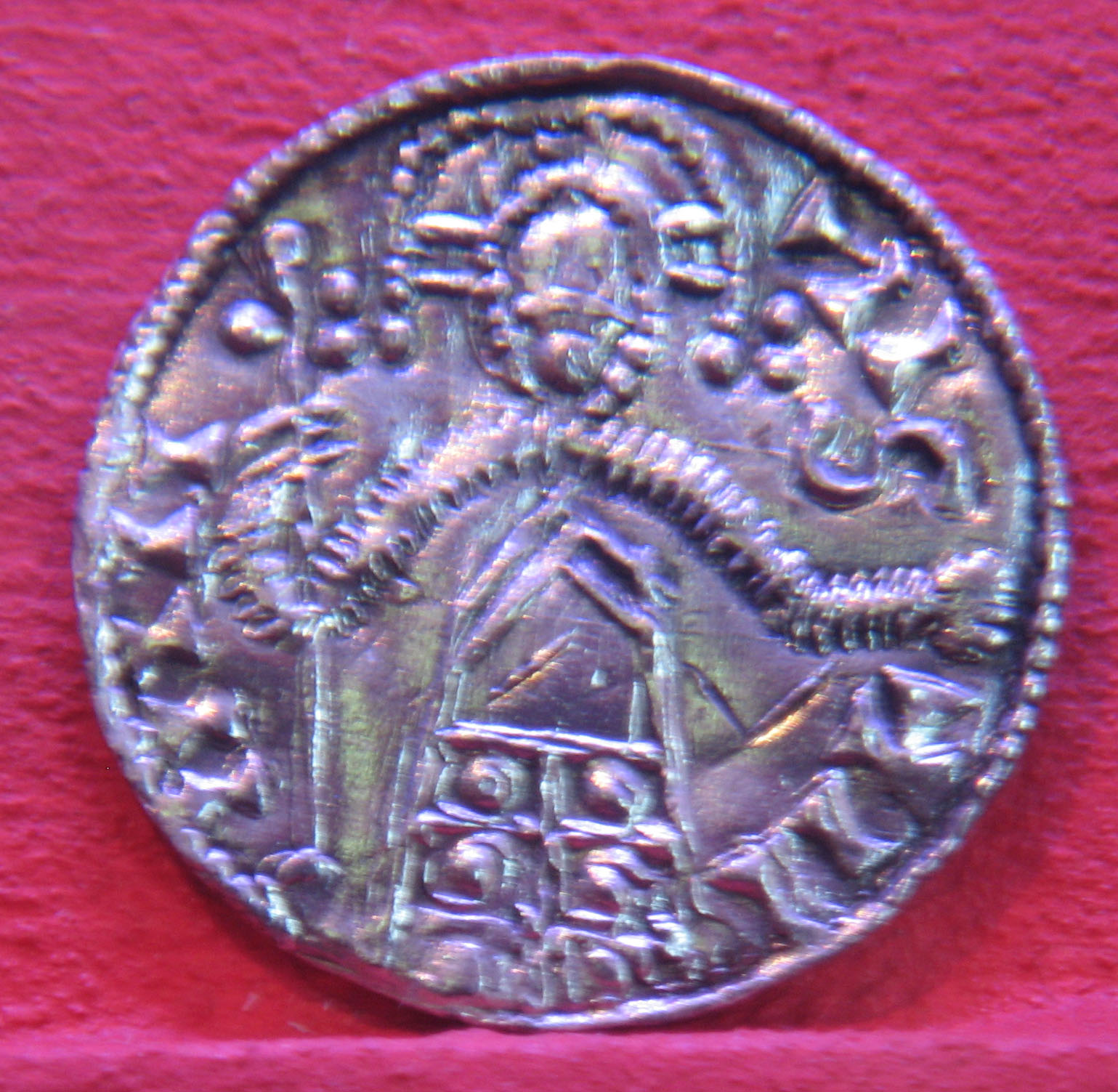
Moneta con l'effige di Sweyn II Estridson

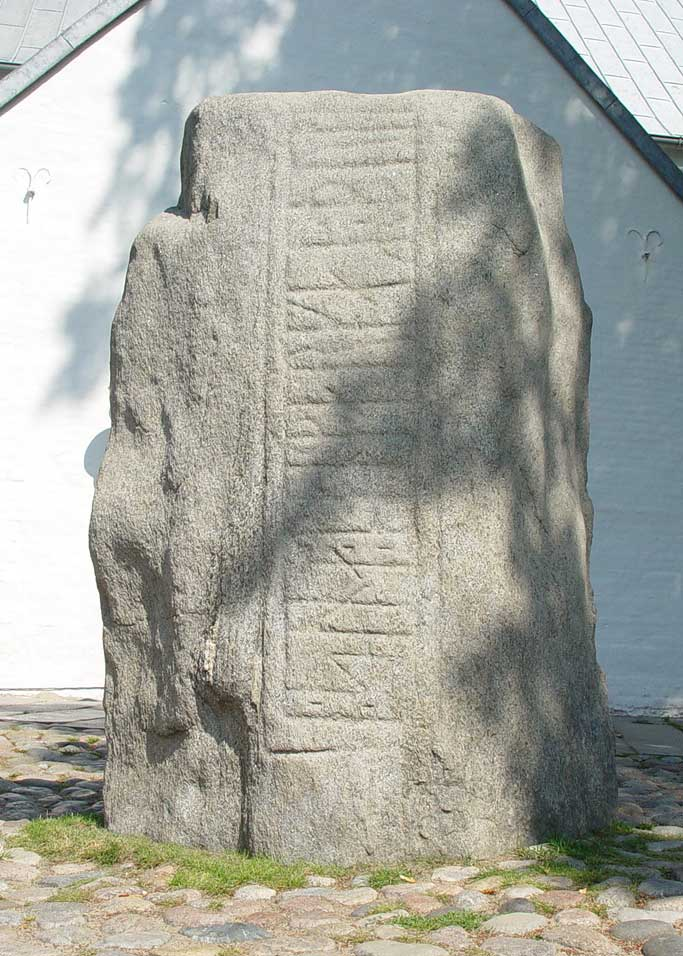
Memoriale di Thyra, detto anche pietra di Gorm, presso Jelling, Jutland.

Il principale ramo cadetto della dinastia di Munsö (assieme alla dinastia di Stenkil) è la "dinastia degli Estridsen", detta anche Munsö-Estridsen, ovvero Sweyn Estridson e discendenti. 
Tale linea costituisce anche il principale ramo cadetto della dinastia di Gorm.
L'identificazione di Styrbjörn il Forte e Tyri Haraldsdatter come genitori di Thorgils Sprakalägg, è piuttosto incerta.
I membri della dinastia dei Munsö-Estridsen governarono la Danimarca dal 1047 al 1412, con delle interruzioni negli anni 1042–1047 ad opera di Magnus I di Norvegia, nel 1332–1340 ad opera della dominazione germanica e nel 1376–1387 ad opera di Olaf IV di Norvegia. 
Il casato si estinse definitivamente con la morte della regina Margherita I di Danimarca nel 1412.

## Dinastia di Stenkil
Il casato di Stenkil è l'altro principale ramo cadetto dei Munsö ed è costituito dai discendenti di Stenkil di Svezia, il quale sposò Ingamoder, figlia di re Emund il Vecchio. Con la morte senza eredi maschi di quest'ultimo, Stenkil divenne nel 1060 il primo sovrano di questa dinastia. 

## Dinastia di Gorm-Knýtlinga

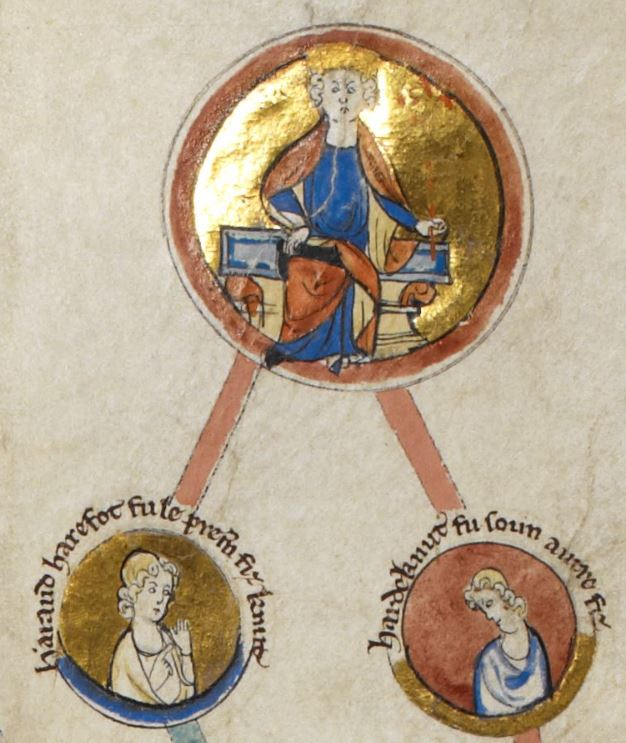
Canuto il Grande con due dei suoi figli, Aroldo I e Canuto II.

L'inclusione della dinastia di Gorm in quella di Munsö è dibattuta. Tale dinastia che deve il suo nome a Gorm il Vecchio, è di breve durata ma famosa per includere Sweyn Barbaforcuta e Canuto il Grande. Re Gorm discenderebbe, secondo Adamo da Brema, da Harthacnut di Danimarca, il quale la saga Ragnarssona þáttr pone come figlio di Sigurd "Serpente in un occhio", quindi facendo diventare la dinastia di Gorm un ramo della dinastia di Munsö. Saxo Grammaticus riporta invece che fu figlio di Erik, a sua volta discendente di Sigurd.

## Dinastia degli Yngling

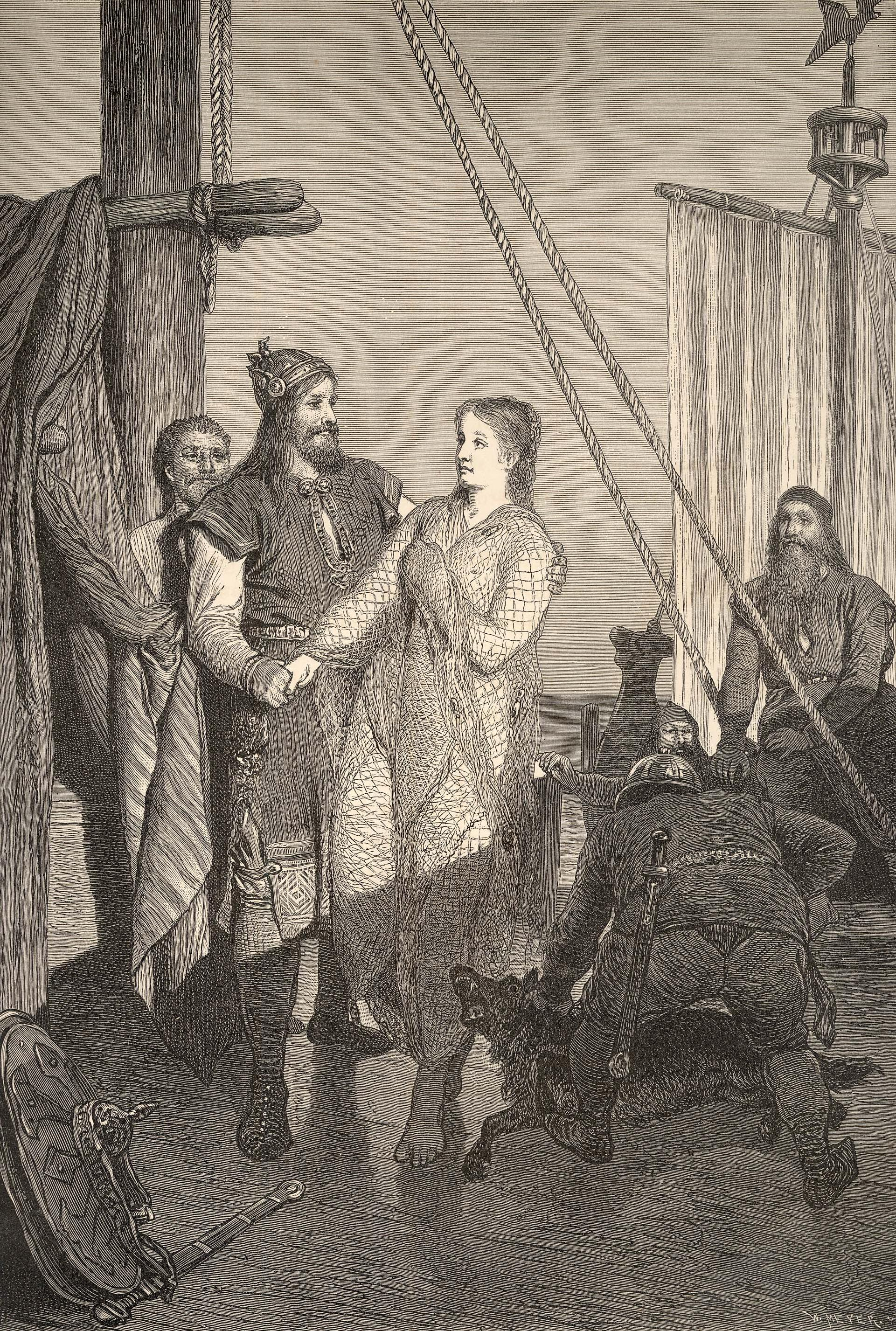
Ragnar acquista Kráka (Aslaug), figlia di Sigurd
Illustrazione di August Malmström.

Gli Ynglingar sono una dinastia leggendaria o semi-leggendaria molto più antica, mitologicamente derivata dal dio Yngvi-Freyr, di cui a volte si considera la dinastia di Munsö quale suo ramo svedese-danese, mentre la Dinastia Bellachioma è considerata il suo ramo norvegese.
Uno degli ultimi esponenti degli Ynglingar, l'ultimo che governò in Svezia, fu re Ingjald. Saxo Grammaticus nel Gesta Danorum (Libro 7) attribuisce un ulteriore figlio a re Ingjald, Sigurðr Hringr, avuto violentando la sorella del re danese Harald Hildetand, ma quest'ultimo non se ne curò per preservare l'amicizia con Ingjald.
Sigurðr Hringr, padre di Ragnar, combatté nella Battaglia del Brávellir e divenne anche re di Danimarca, poi Saxo descrive i diversi re vassalli e le loro avventure. Nel Libro 9 torna a Sigurðr Hringr definendolo Siwardus cognomento Ring ("di cognome Ring") e dicendolo padre di Ragnarr Loðbrók.
Quindi, attribuendo la paternità di Sigurðr Hringr ad Ingjald, Saxo rende la dinastia di Munsö la continuazione quella degli Yngling facendo così discendere i successivi re danesi direttamente dal dio Freyr.
Un'altra illustre ascendenza era indicata anche attraverso la moglie di Ragnar, Aslaug, descritta come figlia di Sigurd discendente di Sigi, a sua volta da Odino. Quindi l'intera casa di Munsö discendebbe per linea paterna da dio Freyr e per linea materna da Odino.
Ci sarebbe da far notare che Saxo era al servizio proprio dei re della dinastia di Munsö, sebbene la Danimarca era stata cristianizzata fin dai tempi di re Aroldo I e conseguentemente l'interesse ad avocarsi simili antenati era decisamente calato.